# Антисцієнтизм
Антисцієнтизм (від грец. anti - — проти і лат. scientia — знання) — філософсько-світоглядна позиція, супротивна сцієнтизму, що полягає в критичному ставленні до науки, її положенню в культурі і її можливостей пізнання, розрізняється по мірі критичності від помірного ставлення до ворожого. Концепції, учення і діяльність радикальної антисцієнтичної спрямованості носять узагальнене найменування «антинаука».

## Види антисцієнтизму
Міра критичності по відношенню до науки досить значно варіюється у різних видах антисцієнтизму. Помірний антисцієнтизм виступає, швидше, не проти науки як такої, а проти агресивного сцієнтизму, абсолютизації науки, гіпертрофії її можливостей. З позицій гуманізму антисцієнтисти підкреслюють необхідність різноманітності людського досвіду і світогляду, не вважаючи за можливе принижувати значущість відмінних від науки видів культурної діяльності людини (мистецтва, релігії, філософії, буденної свідомості і так далі). В той же час представники помірного антисцієнтизму роблять акцент на тому, що наука фактично незамінна у питаннях підтримки соціального і пізнавального прогресу.
Критика науки в цілому є відмітною характеристикою радикального антисцієнтизму, який у своїх крайніх проявах представляє науку як ворожу по відношенню до людської свободи силу, тобто розглядає науку з екзистенціаліст-персоналістичних позицій (наприклад, М. О. Бердяев, Л. І. Шестов). Критики від радикального антисцієнтизму особливо відмічають неминучі негативні наслідки від використання таких результатів наукової діяльності як засоби масового знищення, що ставлять під ризик існування самого людства. Релігійний антисцієнтизм робить упор на тому, що мотивація наукового пізнання повинна визначатися релігійним світоглядом.

## Антисцієнтизм і наука
Ранні види антисцієнтизму базувалися на відмінних від науки формах пізнання, таких як релігія, мистецтво, моральність. У сучасному світі антисцієнтичні тенденції виникають також при критичному самоаналізі самої науки. Як приклад можна привести критику науки як «міфу сучасності» постпозитивістом Полом Фейерабендом.
Деякі сучасні варіанти антисцієнтизму звертають увагу на суперечність науково-технічного прогресу, який приводить, з одного боку, до безперечних успіхів, а з іншої — спричиняє за собою руйнівні наслідки. Висувається вимога, що наука повинна нести за це відповідальність. Такий різновид антисцієнтичної критики дозволяє оцінити роль і можливості науки з різних точок зору, у тому числі підкреслити значущість етичних аспектів в науковій діяльності.